# Языковая политика во Франции
Языковая политика Франции ориентирована, как правило, на поддержку только французского языка как единственного государственного и официального; языки меньшинств государством практически не поддерживаются, несмотря на то, что, согласно статье 75-1 Конституции Франции, региональные языки являются частью национального достояния Франции.
Единственным официальным языком Франции, согласно статье 2 конституции Пятой Республики, является французский. Франция, в отличие от большинства стран, входящих в Совет Европы, не ратифицировала Европейскую хартию региональных языков — Конституционный совет счёл, что присоединение к ней нарушило бы конституционные положения о статусе французского языка. В 2008 году в конституцию были внесены изменения, предусмотревшие признание региональных языков. В 2015 году Государственный Совет дал новое заключение по вопросу о хартии.
Присоединяясь к МПГПП, Франция сделала декларацию о статье, закрепляющей право меньшинств пользоваться родным языком: «8. В свете статьи 2 Конституции Французской Республики, правительство Франции декларирует, что статья 27 не применяется в той мере, в которой она затрагивает Республику». Её позиция уточняется в докладах о выполнении МПГПП следующим образом: «Франция — страна, в которой нет меньшинств» (1997 год) и «конституционные соображения не допускают присоединения Франции к международным конвенциям, признающим меньшинства как таковые и как носителей коллективных прав» (2007 год). КПЧ ООН утверждает, что Франции следует пересмотреть свою позицию по официальному признанию этнических, религиозных и лингвистических меньшинств.
Как правило, такая политика навязана сверху. Она официально объявлена и строго контролируется централизованным государством (по сути многоязычным, но отказывающимся признать это).
В 1951 году был принят «Закон Дезона», разрешающий преподавание региональных языков. В 2021 году парламент принял «Закон Моляка», расширяющий употребление региональных языков, но Конституционный совет отменил две из его статей.

## Франкофония и внешняя политика Франции
Во Франции первое правительственное учреждение, имеющее в своем названии слово «культура», — Генеральная дирекция культурных отношений — было создано в 1945 году. Так французское руководство стремилось укрепить роль страны в мировой политике. Причём приоритет отдавался распространению французского языка за границей. В начале 80-х годов предпринимается попытка культурной политики Франции.
На сегодняшний день во Франции существуют структуры, которые вырабатывают и проводят в жизнь «лингвистическо-культурную» политику Франции на международной арене, определяют политику страны, связанную с Международной организацией «Франкофония» и с усилением роли французского языка в мире.
Главную роль играет президент французской республики, который определяет направление внешней политики страны. Он представляет Францию на регулярных саммитах Франкофонии.
С 1999 года в рамках Министерства иностранных дел действует Генеральная дирекция международного сотрудничества и развития. Целью её является проведение французской политики в области международного сотрудничества. Она работает в таких областях, как развитие научного, культурного и технического сотрудничества, кооперация в области технических средств коммуникации и т. д. Она опирается на разветвлённую по всему миру (900 представительств) систему различных культурных учреждений (службы сотрудничества и культурного действия, культурные центры, французские институты, «Альянс Франсез», научные центры, школьные учреждения). Во всех своих программах она пропагандирует распространение французского языка. Эта дирекция координирует деятельность государственных и частных организаций, способствующих распространению и правильному использованию французского языка в образовании, коммуникации, науке и технике. В 1990 году было создано Агентство по французскому образованию за границей. Эта общественная организация способствует распространению французского языка и культуры за границей и усиливает сотрудничество между французской
образовательной системой и образовательными системами других стран.
На современном этапе Франция проводит политику по распространению своей культуры и языка в рамках Франкофонии. Но долгое время эта политика не нуждалась в такого рода структуре. Франция решала задачи поддержания своего статуса «великой державы» через колониальную политику, войны, экономическую экспансию, создание системы союзов и т. д. Распространение французского языка и культуры проходило во многом «автоматически», в шлейфе военно-политической экспансии.
Генерал Шарль де Голль, на время правления которого пришлось возникновение Франкофонии как международного движения, относился с большой осторожностью к институциональному оформлению этой организации. Де Голль настаивал на том, чтобы Франкофония оставалась чисто культурным мероприятием и не принимала политической окраски.
Тем не менее, де Голль активно поддерживал деятельность неправительственных международных организаций, способствующих распространению на планете французского языка и стремящихся сделать его инструментом для диалога культур (например, таких, как ассоциация франкоговорящих университетов или парламентариев). Однако де Голль негативно относился к созданию межправительственной международной организации на этой основе. Но именно активация деятельности неправительственных организаций в 60-е годы в итоге стала одним из главных факторов создания первого межгосударственного органа Франкофонии — Агентства по культурному и техническому сотрудничеству в 1970 году.
Кроме того, всей своей деятельностью внутри страны и на международной арене де Голль объективно способствовал реализации этого проекта. Только благодаря его политике были созданы условия, необходимые для воплощения в жизнь программы Франкофонии. Франция обрела политическую стабильность, усилила свой политический вес и независимость мировой политики, укрепила моральный авторитет на международной сцене, сумев завершить деколонизацию африканских стран и урегулировав алжирский кризис.
В конце своего правления де Голль несколько смягчил свою позицию по отношению к межгосударственной надстройке над Франкофонией. Министр культуры Франции А.Мальро принимал активное участие в подготовительных встречах перед созданием Агентства в 1970 году. Но оно призвано было заниматься лишь «культурными» вопросами, одобренными де Голлем.
После ухода де Голля с политической арены и на фоне постоянного снижения авторитета Франции на мировой арене фактически началось настоящее использование Франкофонии для нужд внешней политики страны. Одновременно этому способствовала логика развития любой организации «от простого к сложному» и «привыкание» к Франкофонии со стороны внешнего мира.
В 80-е годы президент-социалист уже мог пренебречь обвинениями в «неоколониализме». В 90-е годы после крушения биполярной системы, в которой Франция имела возможность балансировать между полюсами для демонстрации «независимости» своей внешней политики, началась активизация франкофонного проекта.

## Отношение французов к французскому языку
Во Франции население внимательно относится к языку ежедневного общения. Французы не особенно интересуются официальной языковой политикой властей, но их действительно беспокоит проблема того, что «язык может становиться несколько проще, если, например, упростить его орфографию».
Давид Гордон, известный лингвист, отмечает, что французы видят свой язык исполняющим важную роль в мире: французский рассматривается как универсальный, чистый и понятный. «Типичной является забота французов о чистоте своего языка, о том, чтобы он не был искажён или испорчен. Столь же обычно для них и широко распространённое убеждение о том, что экспансия французского имеет просветительскую миссию и в то же время способствует укреплению политических позиций Франции на международной арене. Эта просветительская миссия связана с подсознательной верой французов в то, что Франция является носителем универсальной идеи, идеи о том, что природа человека везде и во все времена неизменна, а законы этой природы наиболее полно отражены и соблюдены во Франции».
31 декабря 1975 года президент Франции Валери Жискар д’Эсте́н подписал закон о защите французского языка от вторжения английского и любого другого языка, а значит и чужой культуры. Закон также касался гарантий языкового статуса в определённых коммерческих и некоторых других сферах в самой Франции. В течение дебатов, которые привели к принятию законопроекта, партии разных политических толков поддержали этот закон. Один из политиков, выступавших от Французской Коммунистической партии с посланием Сенату в октябре 1975 года, сказал то, что могло прозвучать практически от любой партии: «Язык — мощный определяющий фактор национального самосознания, посредник национального наследия, истинный проводник этого наследия, в котором школа не может являться основным средством передачи этого наследия. Мы не согласны с теми, кто смиряется с вырождением языка, с тем, что грамматика, лексика и стилистика становятся поверхностными, бедными и ненасыщенными, и, что меньше и меньше людей изучают национальную литературу, которая является наследием и национальным сознанием».

## Языковая политика в регионах и заморских владениях Франции
Корсика — законом о статусе Корсики закреплено изучение корсиканского языка в школах. В 2013 году Ассамблея Корсики также приняла решение о признании корсиканского языка вторым официальным; правда, это решение рядом источников расценивается как символическое.
Эльзас — в школах наряду с французским как язык обучения используется и немецкий. Немецкий язык обозначен в законодательстве Эльзаса как региональный.
Национальная ассамблея Французской Полинезии в 2005 году приняла резолюцию, разрешавшую использовать в ассамблее местные языки наряду с французским. Государственный совет в 2006 году отменил эту резолюцию; жалоба на решение ГС не была принята к рассмотрению по существу Европейским судом по правам человека.
В Новой Каледонии французский и канакские языки признаны языками образования и культуры.